# When the Night Comes Falling
"When the Night Comes Falling" är en poplåt skriven av Sebastian Karlsson och Peter Kvint. Låten var Sebastians bidrag till den svenska Melodifestivalen 2007. Den deltog i semifinalen i Örnsköldsvik den 17 februari 2007, och vann omröstningen, och tog sig därmed direkt vidare till finalen i Globen den 10 mars 2007, där den slutade på åttonde plats. Den 4 mars 2007 gavs singeln When the Night Comes Falling ut.
Singeln placerade sig som högst på andra plats på försäljningslistan för singlar i Sverige.
Melodin testades även på Svensktoppen, och tog sig in på listan den 22 april 2007. Den hamnade på tionde plats den första veckan där. Därefter var den utslagen.
When the Night Comes Falling finns även med på Sebastians andra album The Vintage Virgin.

## Singelns låtlista
1. When the Night Comes Falling
2. When the Night Comes Falling (instrumental)

### Listplaceringar
| Lista (2007) | Topplacering |
| ------------ | ------------ |
| Sverige      | 2            |